# Gentil Cardoso
Gentil Alves Cardoso (ur. 5 lipca 1906 w Recife, zm. 8 września 1970 w Rio de Janeiro) – brazylijski trener piłkarski.

## Kariera trenerska
Karierę trenerską Gentil Cardoso rozpoczął w Bonsucesso Rio de Janeiro w 1931 roku. W latach 1938–1939 prowadził CR Vasco da Gama. W latach 1945–1947 prowadził Fluminense FC. Z Fluminense zdobył mistrzostwo stanu Rio de Janeiro – Campeonato Carioca w 1946 roku. Później prowadził Corinthians Paulista i CR Flamengo. W 1952 roku powrócił do Vasco da Gama, z którym zdobył mistrzostwo stanu Rio de Janeiro w 1952 roku. W latach 1953–1954 prowadził Botafogo FR. Jako trener Botafogo odkrył i sprowadził do klubu jednego z największych brazylijskich piłkarzy - Garrinche. W latach 1954–1955 prowadził Sport Recife, z którym zdobył mistrzostwo stanu Pernambuco – Campeonato Pernambucano w 1955 roku. Później prowadził dwa mniejsze kluby z Rio - Bangu AC i Américę. W 1959 roku prowadził Santa Cruz Recife, z którym zdobył mistrzostwo stanu Pernambuco – Campeonato Pernambucano w 1959 roku. W 1960 roku prowadził Náutico Recife, z którym zdobył mistrzostwo stanu Pernambuco – Campeonato Pernambucano w 1960 roku
W 1959 został tymczasowym selekcjonerem Brazylii w 1959 i doprowadził ją do trzeciego miejsca na drugim turnieju Copa América 1959 w Ekwadorze. Bilans jego miesięcznej kadencji selekcjonera to 5 meczów, 3 zwycięstwa i 2 porażki przy bilansie bramkowym 9-11. W 1963 roku wyjechał do Europy do Portugalii do Sportingu. Sporting doprowadził do tryumfu w Pucharze Zdobywców Pucharów 1964. Po powrocie do Brazylii Cardoso prowadził jeszcze dwa kluby: Bangu AC w 1965 i CR Vasco da Gama, w którym zakończył karierę trenerską w 1967 roku.